# Hippopotamus minor
Pour les articles homonymes, voir Hippopotame nain.
Espèce
L'hippopotame nain de Chypre (Hippopotamus minor) est une espèce d'hippopotame éteinte. Il vivait jusqu'au début de l'Holocène sur l'ile de Chypre.

## Description
D'un poids de 200 kg environ, Hippopotamus minor avait à peu près la même taille que l'hippopotame pygmée africain actuel. Mais, contrairement à ce dernier, on pense qu'il est devenu nain par un processus de nanisme insulaire, causé par l'adaptation à un environnement réduit à une ile. Ce même processus est censé avoir provoqué le nanisme de nombreuses espèces insulaires, telles que les mammouths nains. On estime que l'animal mesurait 76 cm de haut et 1,21 m de long.

## Extinction
Au moment de son extinction, il y a entre 11 000 et 9 000 ans, l'hippopotame nain de Chypre était le plus grand animal sur l'ile. Il n'avait pas de prédateurs naturels.
Des fouilles menées sur l'ile, en particulier à Aetokremnos, ont mis au jour de grandes quantités d'ossements d'hippopotames, souvent brulés, mêlés à des outils et des restes de repas. Ces éléments ont convaincu les archéologues que l'hippopotame local avait connu les premiers résidents humains sur Chypre et que ceux-ci étaient responsables de son extinction. Une étude plus récente met en doute ces conclusions et affirme que la disparition de l'hippopotame pourrait être antérieure à l'arrivée de l'homme.